# Hermann Rappe
Hermann Rappe (* 20. September 1929 in Münden; † 30. Januar 2022 in Hildesheim) war ein deutscher Politiker und Gewerkschafter. Er war Bundestagsabgeordneter und von 1982 bis 1995 Vorsitzender der Gewerkschaft IG Chemie-Papier-Keramik.

## Leben
Hermann Rappe wurde 1929 als Sohn eines Schreiners in Hann. Münden geboren. Die Großeltern hatten die SPD und die Konsumgenossenschaft in seinem Geburtsort mitbegründet. Hermann Rappe erwarb in einer Realschule die Mittlere Reife und begann danach eine kaufmännische Lehre in der örtlichen Konsumgenossenschaft. Dort arbeitete er von 1950 bis 1952 als kaufmännischer Angestellter. Er war zunächst Jugendvertreter, dann Betriebsratsvorsitzender und engagierte sich in der Gewerkschaftsbewegung. 1947 trat er der SPD bei. Von 1947 bis 1952 übernahm er verschiedene Funktionen in der Sozialistischen Jugend Die Falken. Er war Vorsitzender des Unterbezirks Göttingen.
Von 1953 wirkte Hermann Rappe als hauptamtlicher Mitarbeiter bei der Industriegewerkschaft Chemie-Papier-Keramik, bis 1955 als Jugendsekretär, dann als Bezirkssekretär für Organisation, Schulung und Bildung der Bezirksleitung Niedersachsen in Hannover. Von 1964 bis 1966 war er Sekretär in der Hauptabteilung Organisation beim Hauptvorstand der IG Chemie-Papier-Keramik in Hannover und für Werbung und Vertrauensleute zuständig.
Auf dem 7. Ordentlichen Gewerkschaftstag 1966 wählten die Delegierten Hermann Rappe in den geschäftsführenden Hauptvorstand. Bis 1982 leitete er die Hauptabteilung Jugend, Schule, Bildung bzw. Bildungswesen/Jugend und wurde 1978 zum stellvertretenden Vorsitzenden der IG Chemie-Papier-Keramik gewählt. Er war von 1955 bis 1964 Mitglied des Vorstandes von Arbeit und Leben Niedersachsen, sowie des Vorstandes des Niedersächsischen Bundes für freie Erwachsenenbildung, von 1970 bis 1975 Mitglied im Hauptausschuss des Bundesinstituts für Berufsbildungsforschung.
Im Deutschen Bundestag vertrat Hermann Rappe von 1972 bis 1998 als direkt gewählter sozialdemokratischer Abgeordneter den Wahlkreis Hildesheim. Er leitete die Koordinationsgruppe Mitbestimmung der SPD-Bundestagsfraktion und war von 1977 bis 1982 Vorsitzender des Bundestagsausschusses für Arbeit und Sozialordnung. Seit dem 2. Außerordentlichen Gewerkschaftstag der IG Chemie-Papier-Keramik 1982 stand Hermann Rappe als Vorsitzender bis 1995 an der Spitze dieser Gewerkschaft. Im gleichen Jahr wurde er zum Vizepräsidenten der „Internationalen Föderation von Chemie-, Energie- und Fabrikarbeiterverbänden“ (ICEF) gewählt und wurde im Dezember 1988 deren Präsident. Ebenfalls 1988 wurde er Präsident der „Europäischen Föderation von Chemiegewerkschaften“ (EFCG). Beide Ämter übte er bis 1995 aus. Im Verwaltungsrat der Treuhandanstalt setzte er sich dafür ein, dass der drastische Arbeitsplatzabbau in der ostdeutschen Chemie über verschiedene Fördermaßnahmen sozialverträglich ablief.
Als Vorsitzender der IG Chemie-Papier-Keramik hatte Hermann Rappe zahlreiche weitere Ämter inne, so war er u. a. Mitglied des Aufsichtsrates der VEBA und der Bayer AG, außerdem stellvertretender Vorsitzender der deutschen CARE-Organisation und Mitglied des Kuratoriums Stiftung für das behinderte Kind. In der SPD war er Mitglied des Gewerkschaftsrates und der Programmkommission.

## Ehrungen und Auszeichnungen
Hermann Rappe wurden zahlreiche Auszeichnungen verliehen. So erhielt er 1980 den Verdienstorden der Bundesrepublik Deutschland (Große Verdienstkreuz). 2020 wurde ihm der Verdienstorden des Landes Sachsen-Anhalt verliehen und 2015 die Ehrenbürgerschaft der Stadt Sarstedt.
Ab 1985 war Rappe Ehrensenator der Medizinischen Hochschule Hannover. 1988 erhielt er die Ehrendoktorwürde der Hochschule für Erziehungs-, Sprach- und Kulturwissenschaften Hildesheim und 1992 die Ehrendoktorwürde der Juristischen Fakultät der Georg-August-Universität Göttingen. Ab 1988 gehörte Rappe auch dem Kuratorium der Akademie der Wissenschaften in Berlin an.
Rappe zählte zu den Preisträgern des ersten Carl Bertelsmann-Preises von 1988. Im Jahr 1995 wurde er mit dem Heinz Herbert Karry-Preis geehrt. 1996 erhielt er den Hanns Martin Schleyer-Preis.
Anfang Dezember 2004 nahm er zusammen mit der ehemaligen Bundesfamilienministerin Christine Bergmann und dem ehemaligen Ministerpräsidenten des Freistaates Sachsen Kurt Biedenkopf die Arbeit im Ombudsrat auf.

## Familie
Hermann Rappe war verheiratet und hatte eine Tochter.